# Osędowice
Osędowice [pronunciación en polaco: /ɔsɛndɔˈvit͡sɛ/] es un pueblo ubicado en el distrito administrativo de Gmina Daszyna, dentro del condado de Łęczyca, Voivodato de Łódź, en el centro de Polonia. Se encuentra a unos 3 kilómetros al este de Daszyna, a 13 kilómetros al norte de Łęczyca, y a 46 kilómetros al norte de la capital regional Łódź.